# علي رضا عزت
علي رضا عزت (31 يناير 1987 بشهريار في إيران - ) هو لاعب كرة قدم إيراني في مركز الوسط. لعب مع نادي نفط طهران ونادي نيروي زميني.